# Bäcketjärnen (Töftedals socken, Dalsland)
Bäcketjärnen är en sjö i Dals-Eds kommun i Dalsland och ingår i Enningdalsälvens huvudavrinningsområde.